# Велика помірність

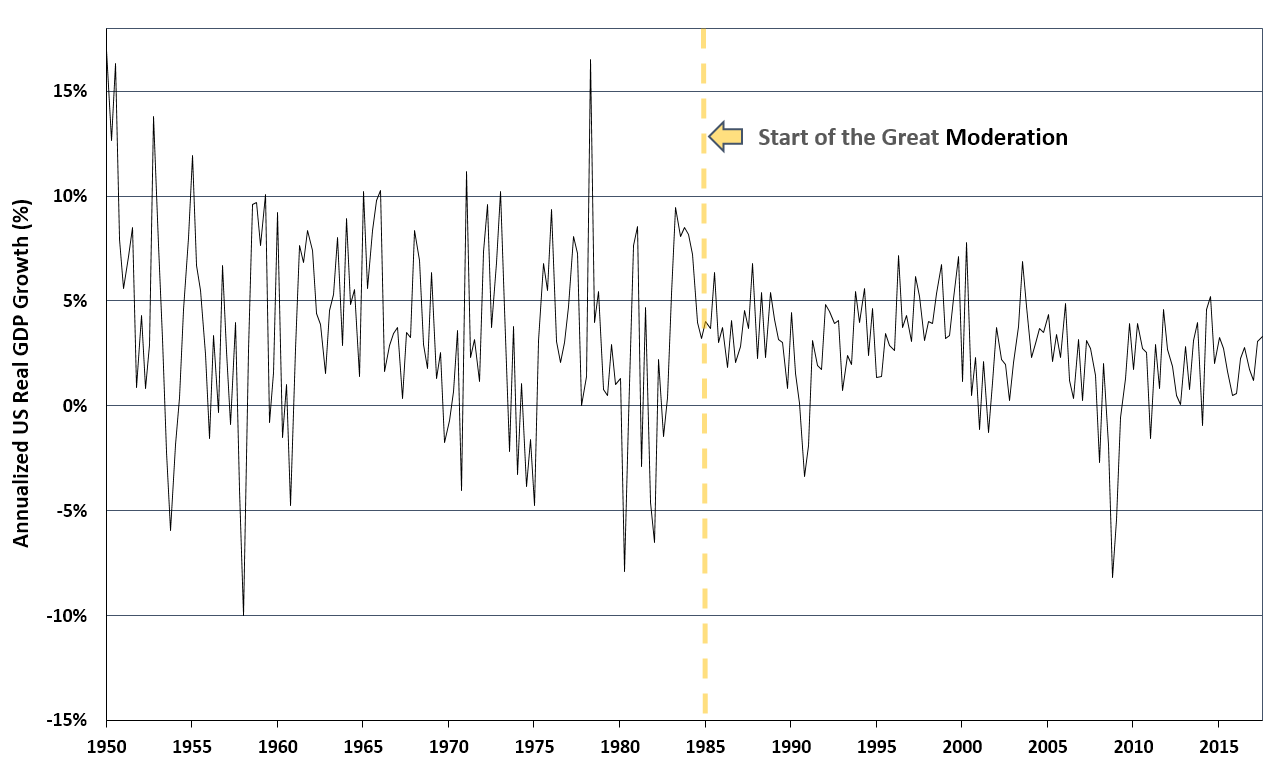
Річний приріст реального ВВП США з 1950 по 2016 рік

Велика помірність (англ. The Great Moderation) — це період макроекономічної стабільності у Сполучених Штатах Америки, який збігається зі зростанням незалежності центральних банків, починаючи з шоку Волкера в 1980 році і триває донині.   Він характеризується загалом м'якшими коливаннями бізнес-циклів у розвинених країнах порівняно з попередніми десятиліттями. Протягом цього періоду основні економічні змінні, такі як зростання реального ВВП, промислове виробництво, безробіття та рівень цін, стали менш волатильними, тоді як середня інфляція знизилася, а рецесії стали менш поширеними. 
Велику помірність зазвичай пов'язують із прийняттям стандартів макроекономічного таргетування, таких як правило Тейлора та таргетування інфляції.   Однак деякі економісти стверджують, що технологічні зрушення також відіграли свою роль. 
Цей термін був введений у 2002 році Джеймсом Х. Стоком та Марком Вотсоном для опису спостережуваного зниження волатильності бізнес-циклу.  Точаться дискусії щодо того, чи завершилася Велика поміркованість з фінансовою кризою 2008 року та Великою рецесією, чи вона продовжилася після цієї дати, причому криза є аномалією. 

## Походження терміну
Термін «Велика помірність» був запропонований Джеймсом Стоком і Марком Вотсоном у їхній роботі 2002 року «Чи змінився бізнес-цикл і чому?» Він був привернутий до уваги широкої громадськості Беном Бернанке (тодішнім членом, а згодом головою Ради керівників Федеральної резервної системи) у виступі на засіданні Східної економічної асоціації 2004 року.

## Причини

### Незалежність центрального банку
Після підписання Угоди між Казначейством і ФРС у 1951 році Федеральна резервна система США була звільнена від уряду і дала дорогу розвитку сучасної монетарної політики. За словами Джона Б. Тейлора, це дозволило Федеральній резервній системі відмовитися від дискреційної макроекономічної політики федерального уряду США і поставити нові цілі, які б принесли більшу користь економіці.

### Правило Тейлора
Правило Тейлора призводить до меншої політичної нестабільності, що має зменшити макроекономічну волатильність. Правило передбачає встановлення банківської ставки на основі трьох основних показників: ставки по федеральних фондах, рівня цін та зміни реального доходу. Правило Тейлора також передбачає регулювання економічної активності шляхом вибору ставки по федеральних фондах на основі інфляційного розриву між бажаним (цільовим) рівнем інфляції та фактичним рівнем інфляції, а також розриву між фактичним та природним рівнем виробництва.
У статті в American Economic Review Трой Девіг та Ерік Ліпер заявили, що принцип Тейлора є антициклічним за своєю природою і «дуже простим правилом, яке добре описує рішення Федеральної резервної системи щодо процентних ставок». Вони стверджували, що він призначений для «утримання економіки на рівному місці», і що дотримання принципу Тейлора може призвести до стабілізації бізнес-циклу і стабілізації кризи.
Однак, починаючи з 2000-х років, фактична відсоткова ставка в розвинених країнах, особливо в США, була нижчою за ту, що передбачалася правилом Тейлора.

### Структурні зрушення в економіці
Зміни в економічній структурі призвели до відходу від промисловості, яка вважається менш передбачуваною і більш волатильною. Бруно Коріч у «Джерелах великої помірності» підтверджує твердження про радикальні зміни на ринку праці, відзначаючи значне «збільшення кількості тимчасових працівників, працівників з неповною зайнятістю та понаднормових годин». На додаток до змін на ринку праці, відбулися поведінкові зміни в тому, як корпорації управляли своїми запасами. Завдяки покращеному прогнозуванню продажів та управлінню запасами, витрати на запаси стали набагато менш волатильними, що підвищило стабільність корпорацій.

#### Технологія
Розвиток інформаційних технологій та комунікацій підвищив ефективність корпорацій. Удосконалення технологій змінило весь спосіб управління ресурсами корпорацій, оскільки інформація стала набагато доступнішою для них завдяки таким винаходам, як штрих-код.
Інформаційні технології сприяли впровадженню практики управління запасами «точно в строк» (концепція ощадливого виробництва). Завдяки технологічному прогресу стало легше відстежувати попит і запаси, корпорації отримали можливість швидше скорочувати запаси і зменшувати їхню собівартість, що призвело до значно меншої волатильності виробництва.

### Везіння
Дослідники Федеральної резервної системи США та Європейського центрального банку відкинули пояснення «везіння» та пов’язують його головним чином з монетарною політикою.    Було багато великих економічних криз — таких як боргова криза Латинської Америки, крах Континентального Іллінойсу в 1984 році, Чорний понеділок (1987), Азійська фінансова криза 1997 року, крах Long-Term Capital Management в 1998 році та бульбашка доткомів у 2000 році — які не суттєво дестабілізували економіку США під час Великої помірності.
Сток і Вотсон використовували модель векторної авторегресії з чотирма змінними для аналізу волатильності випуску і дійшли висновку, що стабільність зросла завдяки економічному везінню. Сток і Вотсон вважали, що економіці просто пощастило, що вона не відреагувала бурхливо на економічні шоки під час Великої помірності. Хоча економічних потрясінь було багато, існує дуже мало доказів того, що ці потрясіння були настільки ж масштабними, як і попередні економічні потрясіння.

## Вплив
Дослідження показали, що монетарна політика США, яка сприяла зниженню волатильності коливань американського виробництва, також сприяла відокремленню бізнес-циклу від інвестицій домогосподарств, що характеризувало Велику помірність. Останні стали токсичними активами, які спричинили Велику рецесію (Світову фінансово-економічну кризу).
За словами Хаймана Мінскі, значне пом'якшення спричинило класичний період фінансової нестабільності, коли стабільне зростання заохочувало більший фінансовий ризик. 

## Завершення
Зараз прийнято вважати, що фінансова криза 2008 року та Велика рецесія завершили період Великої помірності, як це спочатку стверджували деякі економісти, такі як Джон Квіґін. Річард Кларіда з PIMCO вважав, що період Великої помірності тривав приблизно між 1987 та 2007 роками, і характеризував його як такий, що характеризувався «передбачуваною політикою, низькою інфляцією та помірними діловими циклами».
Однак до пандемії COVID-19 темпи зростання реального ВВП США, темпи зростання реальних роздрібних продажів та рівень інфляції повернулися приблизно до рівня, який був до Великої рецесії. Тодд Кларк представив емпіричний аналіз, який стверджує, що волатильність загалом повернулася на той самий рівень, що й до Великої рецесії. Він дійшов висновку, що, хоча рецесія 2007 року і була важкою, в майбутньому вона буде розглядатися як тимчасовий період з високим рівнем волатильності в більш тривалому періоді, коли низька волатильність буде нормою, а не як остаточний кінець Великої помірності.
Однак десятиліття, що настало після Великої рецесії, мало кілька ключових відмінностей від економіки Великої помірності. Економіка мала набагато більший борговий тягар. Це призвело до набагато повільнішого відновлення економіки, найповільнішого з часів Великої депресії. Незважаючи на низьку волатильність економіки, мало хто сперечатиметься, що економічне зростання 2009-2020 років, яке було найдовшим за всю історію, відбувалося за «золотих» економічних умов. Андреа Рікьє називає період після Великої рецесії «Великою стабільністю».

## Подальше читання
- Bean, Charles. (2010) "The great moderation, the great panic, and the great contraction." Journal of the European Economic Association 8.2-3 (2010): 289-325 online.
- Bernanke, Ben. (2004) "The great moderation" in Taylor Rule and the Transformation of Monetary Policy ed by Evan F. Koenig  (Hoover Institute Press). online
- Davis, Steven J., and James A. Kahn. "Interpreting the great moderation: Changes in the volatility of economic activity at the macro and micro levels." Journal of Economic perspectives 22.4 (2008): 155-80 online.
- Galí, Jordi, and Luca Gambetti. (2009) "On the sources of the great moderation." American Economic Journal: Macroeconomics 1.1 (2009): 26-57. online
- Summers, Peter M. "What caused the Great Moderation? Some cross-country evidence." Economic Review-Federal Reserve Bank of Kansas City 90.3 (2005): 5+ online

## Зовнішні посилання
- scholarly articles